# قوات احتياط (الجيش الروماني)

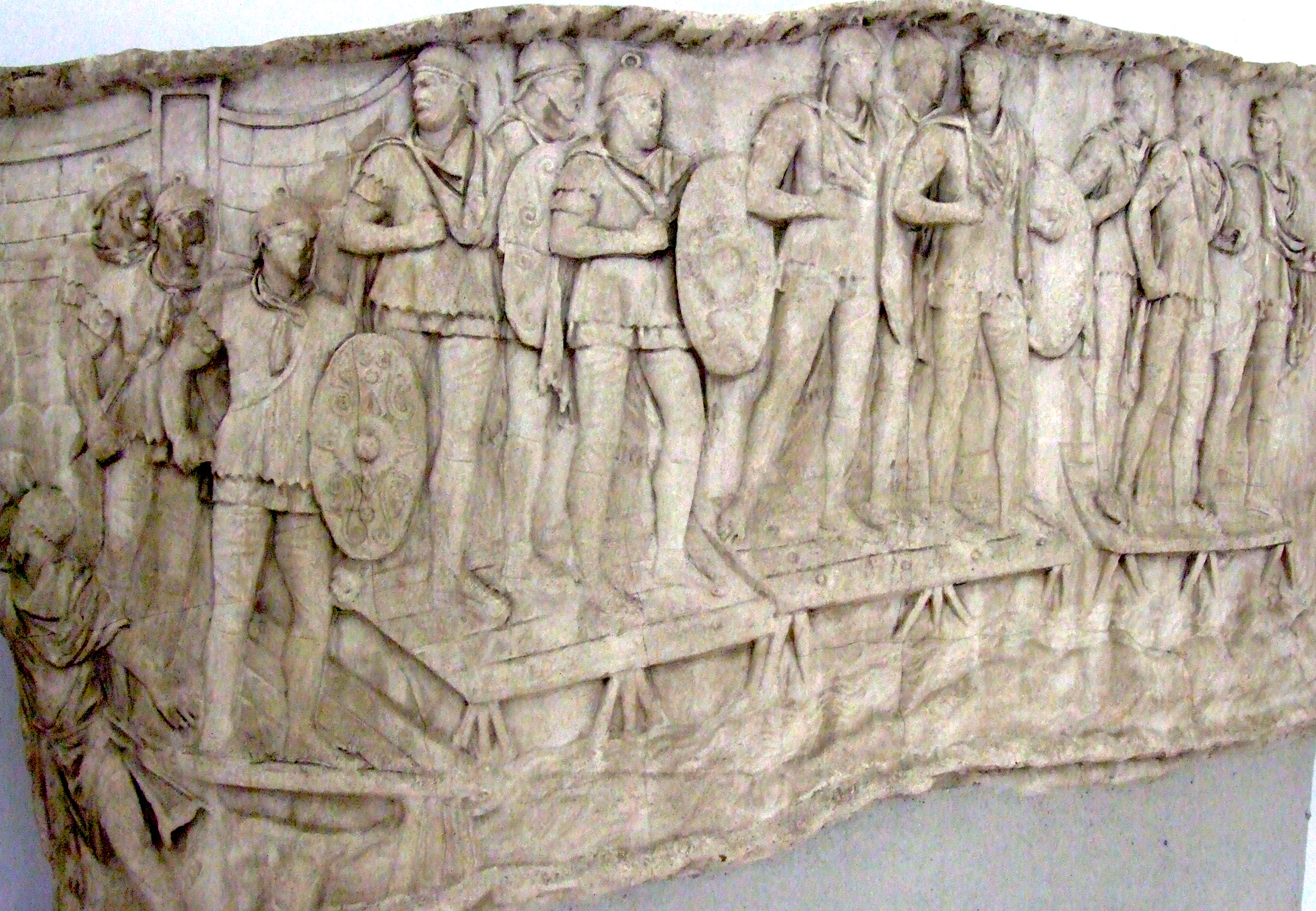
جنود مشاةٍ من قوات الاحتياط الرومانية يعبرون نهراً - من المحتمل أنه الدانوب - فوق جسر عائم خلال حروب تراجان الداقية (بين سنتي 101-106م). يمكن تمييز هؤلاء الجنود عن جنود الفيالق العادية بتروسهم بيضاويَّة الشكل (كانت تسمَّى clipeus) والتي حلَّت مكان الترس المستطيل الضخم الذي حمله رجال الفيالق. اقتطع هذا النقش من جزءٍ من عمود تراجان في روما.

قوات الاحتياط (باللاتينية: Auxilia، أي: المساعدة) كانت تمثّل الفيالق العسكريَّة الدائمة من المجنَّدين الذين لا يعتبرون مواطنين رومان في جيش الإمبراطورية الرومانية خلال عهد الزعامة (من سنة 30 إلى 284م)، وكانت تؤلّف باجتماعها مع فيالق المواطنين الرومان العاديَّة جيش الإمبراطورية. بحلول القرن الثاني بعد الميلاد، أصبحت تضم قوات الاحتياط الرومانية نفس عدد الجنود المشاة في الفيالق الرومانية العادية، وفضلاً عن ذلك، فقد أصبحت المصدر الرئيسي لجميع وحدات سلاح الفرسان الرومانية تقريباً، فضلاً عن فئات أخرى أكثر تخصُّصاً من المقاتلين، كرماة الأسهم مثلاً. بالإجمال، كانت تمثل قوات الاحتياط ثلاثة أخماس قوام الجيش الروماني النظامي تقريباً. مثل الفيالق العاديَّة، كان الانضمام إلى قوات الاحتياط اختيارياً وليس بالتجنيد الإجباري.
كان معظم رجال قوات الاحتياط أناساً أحرار (ليسوا بعبيد) لكنهم لا يعدُّون مواطنين رومان، وقد مثل هؤلاء الأشخاص أغلبية سكان الإمبراطورية الرومانية في القرنَين الأول والثاني الميلاديَّين. مع ذلك، كان من الممكن أن تضم قوات الاحتياط عدداً قليلاً من المواطنين الرومان وحتى البرابرة (وهم حسب مصطلحات ذلك الزمن الأشخاص الذين لا ينتمون لأي جزءٍ من الدولة الرومانية). كانت قوات الاحتياط هي الجزء المقابل والمكمِّل للفيالق الرومانية، حيث أنَّ هذه الأخيرة لم تكن توافق على تجنيد سوى المواطنين الرومان.
تألفت قوات الاحتياط بالأصل من وحدات كانت تُجنَّد من خارج إيطاليا، خصوصاً سلاح الفرسان، استعملتها الجمهورية الرومانية بأعدادٍ متزايدة لتقوية فيالقها العسكرية منذ عام 200 ق م. في أول الأمر كان يتم تجنيد هذه الوحدات بصورةٍ إجبارية لتخدم خدمة مؤقَّتة عند الحاجة ثم يتم حلُّها، لكن فترة حكم السلالة اليوليوكلاودية (من سنة 30 ق م إلى 68م) شهدت تحولها إلى وحداتٍ دائمة في الجيش يتم تجنيدها اختيارياً، ويتم تنظيمها وخدمتها وتجهيزها بصورة منتظمة دورية. بحلول نهاية عصر الجمهورية وظهور الإمبراطورية مكانها، كانت قوات الاحتياط قد أصبحت مماثلة تقريباً للفيالق بخبرتها ومهاراتها القتالية.
كثيراً ما كانت تتمركز قوات الاحتياط الرومانيَّة في ولايات غير تلك التي تم تشكيلها فيها بالأصل، وكان الهدف من ذلك ضمان ولائها للإمبراطورية وتسهيل اندماجها مع باقي القوات الرومانية.